# Verjetnostni račun
Verjétnostni ráčun je matematična disciplina, ki preučuje verjetnost, da se zgodi naključni dogodek. Pri računanju verjetnosti pogosto pomaga kombinatorika.

## Osnovni pojmi verjetnostnega računa

### Poskusi, izidi, dogodki
Osnova verjetnostnega računa je »verjetnostni poskus«. To je poskus, v katerem je rezultat odvisen od naključja. Elementarni rezultati verjetnostnega poskusa se imenujejo »izidi«. En ali več izidov tvori »dogodek«. Dogodek se lahko zapiše z množico izidov, ki so za ta dogodek ugodni.
Zgled: 
- Tipičen zgled za verjetnostni poskus je met običajne poštene (šeststrane) igralne kocke.
- Izidi pri metu kocke so števila, ki jih pokaže kocka: 1, 2, 3, 4, 5 in 6.
- Zgledi za dogodke so npr.:
  - A: »pade sodo število« oziroma A = {2,4,6}
  - B: »pade število večje od 2« oziroma B = {3,4,5,6}
  - C: »pade število 5« oziroma C = {5}

### Verjetnost
Verjetnost dogodka je razmerje med številom izidov, ki so za ta dogodek ugodni, in številom vseh izidov, ki so pri danem poskusu sploh možni. Verjetnost dogodka {\displaystyle A\!\,} se označi s {\displaystyle \mathbb {P} (A)\!\,} in torej velja:
{\displaystyle \mathbb {P} (A)={\frac {\rm {{\check {s}}tevilo~ugodnih~izidov}}{\rm {{\check {s}}tevilo~vseh~izidov}}}\!\,.}
Pri tem se privzame, da so izidi med seboj enakovredni (tj.: če se poskus ponovi velikokrat, se vsi izidi pojavijo približno enako pogosto). Pogoj enakovrednosti izidov pomeni, da je igra »poštena« – kocka ni obtežena ipd.